# Ilosvai járás
Az Ilosvai járás (ukránul: Іршавський район, magyar átírásban: Irsavszkij rajon) egykori közigazgatási egység Ukrajna Kárpátontúli területén 1946–2020 között. Kárpátalja középső részén helyezkedett el; nyugatról a Beregszászi és a Munkácsi, északról a Szolyvai és Ökörmezői, keletről a Huszti, délről a Nagyszőlősi járással volt határos. Székhelye Ilosva volt.
A 2020. júliusi ukrajnai közigazgatási reform során megszüntették; területét a Beregszászi, a Munkácsi és a Huszti járások között osztották szét.

## Történelem
Ilosva környékén a legkorábbi leletek az újkőkorszakból valók. A 14. század során említenek több itteni települést (köztük Ilosvát és Bilkét is). Azonban komolyabb település az idők alatt nem alakult ki errefelé. A térség jellegzetesen fát használt az építkezéshez. Jellemzőek a fatemplomok, illetve korábban favárak a környéken.

## Gazdaság
A járás területén a legjellemzőbb gazdasági szektor a mezőgazdaság. Az itt megtermelt káposzta, paradicsom és paprika az ukrán piacra kerül. Ilosva városban működik a Sanders ruhaipari cég, amely exportra gyárt szöveteket.

## Népesség
A környékre az elvándorlás jellemző. Az ukrán lakosság vagy Nyugat-Kárpátalján, vagy Kijevben próbál munkát szerezni, miközben a magyarok tekintélyes hányada Magyarországon keres álláslehetőséget.
Lakóinak többsége ukrán nemzetiségű (98,1%), őket számban az oroszok (0,9%) követik. A magyarok (0,3%) már nagyrészt elvándoroltak a környékről.

## Települések
(Zárójelben az ukrán név szerepel.)

### Város
- Ilosva (Іршава)

### Községek
- Árdánháza (Арданово)
- Alsókaraszló (Заріччя)
- Beregkisfalud (Сільце)
- Beregkövesd (Кам’янське)
- Bilke (Білки)
- Boród (Брід)
- Cserhalom (Дубрівкa)
- Dolha (Довге)
- Drágabártfalva (Доробратово)
- Felsőkaraszló (Гребля)
- Füzesmező (Лозa)
- Hátmeg (Загаття)
- Ilonca (Ільниця)
- Kenézpatak (Чорний Потік)
- Kisrákóc (Малий Раковець)
- Kovácsrét (Кушниця)
- Lukova (Луково)
- Maszárfalva (Негрово)
- Misztice (Імстичово)
- Nagyrákóc (Великий Раковець)
- Ölyvös (Вільхівка)
- Rókamező (Лисичово)
- Szajkófalva (Осій)
- Szuhabaranka (Бронька)
- Zárnya (Приборжавське)